# Ballusia
Ballusia — викопний рід малих ведмедів з епохи раннього міоцену, приблизно 20,5—18 мільйонів років тому. Викопні останки, що належать до роду, були виявлені в Європі (Польща) та Азії (Росія, Монголія, Китай).
Рід Ballusia був заснований у 1998 році на основі різних скам'янілостей, які спочатку класифікувалися як різні види родів Ursavus і Hemicyon.
Точне відношення Ballusia до підродини Ursinae ще не до кінця зрозумілі: багато палеонтологів класифікували його як примітивного представника Ursinae, але його відомі елементи скелета мають деякі спільні риси з вимерлими ведмедями підродини Hemicyoninae. Через це деякі дослідники називають Ballusia «Ursidae incertae sedis». Гінзбург і Моралес вважали B. elmenensis предком Ursavus, як і Марцишак і Ліпецький, хоча часовий діапазон двох родів, схоже, перекривався.

## Опис
Ballusia були меншими за більшість живих видів ведмедів: викопні залишки виду B. orientalis вказують на тварину розміром з домашню кішку з пропорціями тіла, подібними до росомахи, тоді як B. elmenensis були розміром з євразійську рись. Він мав стрункі ноги, а також мав відносно довший хвіст, ніж у сучасних ведмедів.